# Kimpese
Kimpese è un centro abitato della Repubblica Democratica del Congo, situato nella Provincia del Congo Centrale.